# Маджотти, Рафаэлло
Рафаэлло Маджотти (1597—1656) — итальянский астроном, математик и физик.
Родился в Монтеварки, учился во Флоренции и, приняв обеты, переехал в Рим вслед за кардиналом Саккетти. 
В 1636 году он начал работать в Ватиканской библиотеке. Ученик Кастелли в Риме, в 1638 году он был советником Кастелли Галилею в качестве кандидата на кафедру математики в Пизе . Хорошо себя чувствующий в научном сообществе папского города, Маджотти активно участвовал в римских научных дебатах, в которых он предоставил подробную информацию Галилею, с которым он часто поддерживал контакты. За свою жизнь Маджотти опубликовал только одну работу, озаглавленную «Renitenza dell’acqua alla compresse» («Сопротивление воды сжатию»), которая вышла в 1648 году.